# Dentística

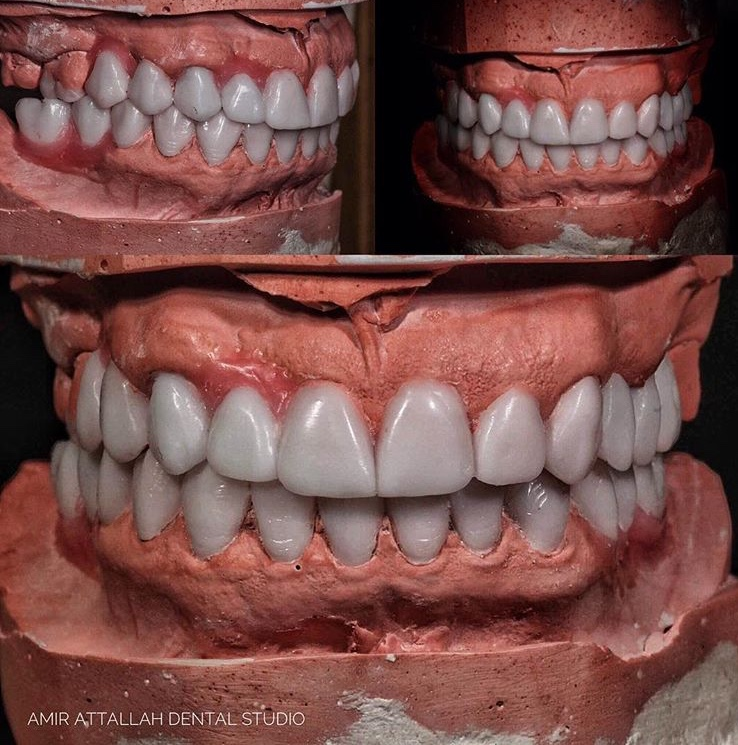
Molde da arcada dentária de um adulto saudável.

Dentística ou odontologia estética é o ramo da odontologia que atua na área da cosmética e restauração dental. Entre outros serviços, os profissionais desta especialidade tratam de clareamentos dos dentes, uso de resinas diretas,  facetas, lentes de contato dental,  e restaurações estéticas.